# 국도 제318호선 (일본)

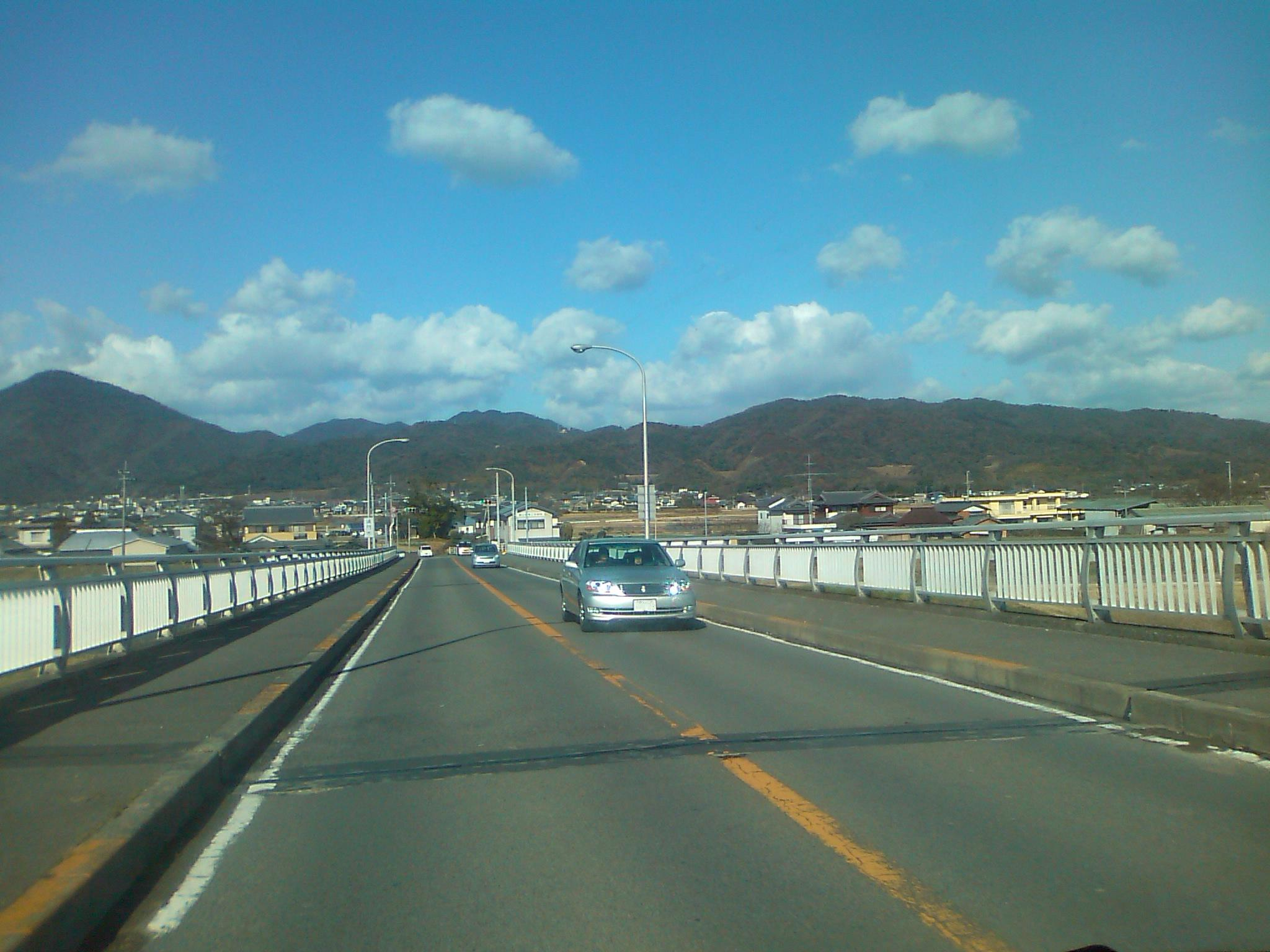
아와 중앙교에서 북쪽 방향으로 바라봄.

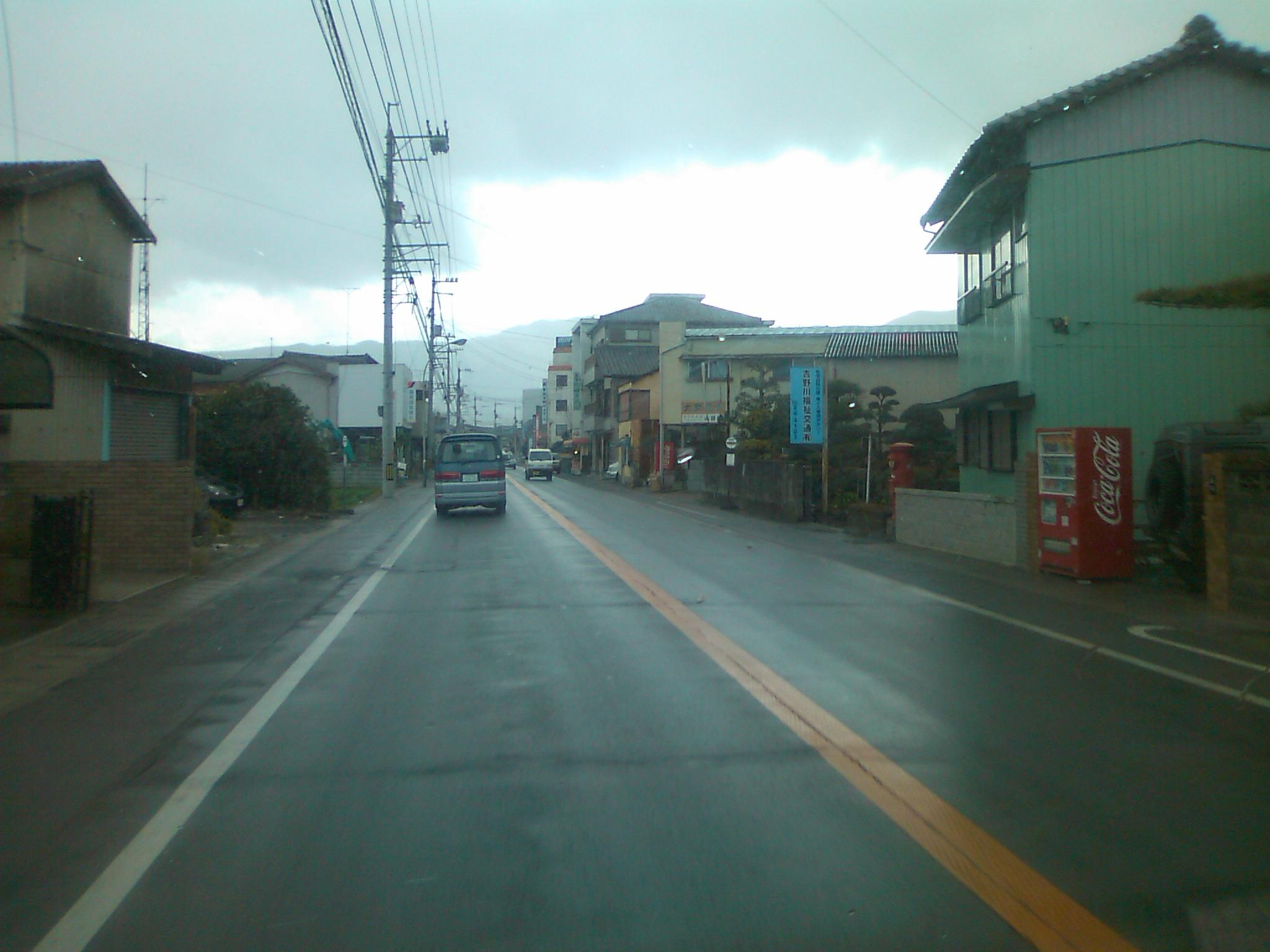
아와 중앙교의 남단 방면

일본 318번 국도(일본어: 国道318号→국도 318호)는 도쿠시마현 도쿠시마시에서 출발하여 가가와현 히가시카가와시까지 이어주는 총 연장 43.7 km, 실제 연장 23.7 km의 길이를 가진 일반국도 노선다.

## 개요
대체적으로 보면 이 노선 전체가 2차선으로 확보되어 있는 선형을 가진 상태이다. 그러나 우노타오토게와 도쿠시마현 아와시 내에서는 다소 협소한 구간이 존재하였으나, 1986년 우노타오토 터널의 개통을 계기로 선형이 나아져서 이 도로의 선형이 1980년대 초반 때와 비교하여도 크게 해소되었던 것으로 드러난다.

### 노선 정보
- 기점: 도쿠시마시 (도쿠시마혼초 교차로 = 11번 국도와 28번 국도의 교점이자 192번·438번·439번 국도의 종점)
- 종점: 가가와현 히가시카가와시[1] (다코다 교차로 = 11번 국도와 377번 국도의 교점)
- 총 연장: 43.7 km (도쿠시마현 34.6 km, 가가와현 9.1 km)
- 중용 연장: 20.0 km (도쿠시마현 19.9 km, 가가와현 0.0 km)
- 실제 연장: 23.7 km (도쿠시마현 14.7 km, 가가와현 9.0 km)
  - 현도: 실제 연장과 동일
  - 구도, 신도: 없음

## 연혁
- 1970년 4월 1일: 일반 국도 제318호선으로 정식 지정.[2]
- 1986년 3월: 우노타오토 터널이 정식으로 개통

## 지리

### 통과하는 지자체
- 도쿠시마현: 도쿠시마시 - 묘자이군 이시이정 - 요시노가와시 - 아와시
- 가가와현: 히가시카가와시

### 교차하는 도로
- 고속도로: 도쿠시마 자동차도
- 일반 국도: 아래와 같음
  - 11번 국도
  - 28번 국도
  - 192번 국도
  - 377번 국도
  - 438번 국도
  - 439번 국도

### 고개
- 우노타오토게